# Долнолеворечки езера
Долнолеворечките езера са група от 3 езера в Централния дял на Рила, разположени в отделни циркуси в началото на Горна Лева река (десен приток на Леви Искър) между върховете Погледец на северозапад, Възела на юг, Драганица на югоизток и Голям Скакавец на изток.
Най-голямо от трите е най-долното езеро (Халовито), разположено северно от връх Възела (2581,2 m), на 42°08′47″ с. ш. 23°30′51″ и. д. / 42.146389° с. ш. 23.514167° и. д. и 2314,7 m н.в. То има площ от 30 дка и е с размери 200 m дължина и 90 m ширина. Второто езеро (Песъкливо) е разположено на 1,3 km североизточно от първото в циркуса намиращ се западно от връх Голям Скакавец (2881,7 m), на 42°09′26″ с. ш. 23°31′27″ и. д. / 42.157222° с. ш. 23.524167° и. д. и 2348,3 m н.в. То е с почти същата площ като първото и с размери 210 m дължина и 80 m ширина. Третото езеро е най-малкото (50 m дължина и 20 m ширина), но е най-високо разположеното, на 2421 m и на 42°09′03″ с. ш. 23°30′29″ и. д. / 42.150833° с. ш. 23.508056° и. д., на 650 m северозападно от първото, под връх Погледец (2690,5 m).
От всяко е езерата изтичат къси реки, които малко по-надолу се съединяват и дават началото на Горна Лева река.